# Иоффе, Эммануил Григорьевич
Эммануи́л Григо́рьевич Ио́ффе (бел. Эмануіл Рыгоравіч Іофэ;  род. 20 марта 1939, Березино) — советский и белорусский историк, социолог и политолог, доктор исторических наук.
Внёс существенный вклад в белорусскую историографию, исследование истории евреев Беларуси, изучил и описал ряд малоизвестных аспектов Великой Отечественной войны, а также провёл анализ жизни и деятельности ряда руководителей БССР. Известен также как активный популяризатор исторических знаний, педагог и общественный деятель.
Один из ведущих специалистов по истории Холокоста в Беларуси.

## Биография
Родился 20 марта 1939 года в г. Березино Минской области (на тот момент — городской посёлок Могилёвской области).
Отец Григорий Саулович (1896—1987), уроженец местечка Селиба Игуменского уезда. Воевал в составе 1-й Конной армии во время Гражданской войны, получил тяжёлое ранение в ногу. Мать Куна Наумовна Фрумкина (1906—1986), уроженка Березино. В семье кроме Эммануила было ещё два сына: старший — Саул 1935 г.р. и младший — Наум 1942 г.р. Двоюродной сестрой Григория Иоффе и тётей Эммануила была революционерка Вера Слуцкая. Двоюродным братом был Савелий Яковлевич Иоффе — активный участник партизанского движения в Любанском районе Минской области.
В начале Великой Отечественной войны семье Иоффе удалось эвакуироваться в Казахстан. Григория Сауловича, несмотря на многочисленные заявления об отправке на фронт, медицинская комиссия не пропустила из-за тяжёлого ранения. В 1941—1942 годах около 20 родственников Эммануила Иоффе, оставшихся в Беларуси, погибли в ходе Холокоста. Весной 1945 года семья Иоффе вернулась из Казахстана в Березино.
В 1946 году Эммануил поступил в Березинскую среднюю школу № 2, которую закончил летом 1956 года с двумя четвёрками и остальными отличными отметками в аттестате. В этом же году он поступил на первый курс исторического факультета БГУ.
Летом 1957 года участвовал в освоении целинных земель в Казахстане, за что был награждён почётной грамотой ЦК ЛКСМ Казахстана.
После окончания университета в 1961 году был направлен на работу учителем истории и обществоведения в Кремокскую среднюю школу Стародорожского (затем Слуцкого) района Минской области. В школе он работал до 1964 года, после чего перешёл работать в Новопольский сельскохозяйственный техникум. В период работы в техникуме поступил на заочное отделение экономического факультета МГУ по специальности «политическая экономия», где проучился несколько лет.
В июле 1967 года Эммануил Иоффе женился на Элеоноре Лифшиц, 1945 г. р., уроженке Минска, и переехал в столицу республики. Два года он работал завучем и преподавателем истории в средней школе № 13, а следующие 9 лет — учителем истории и обществоведения в средней школе № 100.
В 1969 году, продолжая работать в школе, поступил в заочную аспирантуру Института истории Академии наук БССР. В 1975 году Иоффе защитил кандидатскую диссертацию, а 30 августа 1978 года после полугодовой почасовой работы на кафедре научного коммунизма он был принят на штатную работу ассистентом кафедры в Минский педагогический институт имени М. Горького (ныне — Белорусский государственный педагогический университет).
В 1983 году он стал доцентом. В апреле 1993 года Эммануил Иоффе защитил докторскую диссертацию и с этого времени работает профессором кафедры политологии и права Белорусского государственного педагогического университета.
После защиты докторской диссертации Эммануил Иоффе решил усовершенствовать своё образование и получил ещё два диплома. В 1993 году он окончил Национальный институт гуманитарных наук Республики Беларусь и получил диплом по специальности «Политолог. Преподаватель политологии», а в 1996 году — Республиканский институт высшей школы и гуманитарного образования и получил третий диплом по специальности «Социология». В этот же период в 1993—1994 годах он заочно окончил курс «Катастрофа европейского еврейства» «Открытого университета Израиля», о чём получил соответствующий сертификат в 1995 году.
В 1995 году Высшая аттестационная комиссия Беларуси присвоила ему учёное звание профессор.
В марте-апреле 2009 года в Национальной библиотеке Беларуси прошла выставка, посвящённая 70-летию Эммануила Иоффе.

## Научная работа

### Советский период
Склонность к научной деятельности Иоффе проявил ещё во время обучения в университете. В частности, он принимал участие в конкурсах студенческих научных работ, а также во всесоюзных студенческих научных конференциях. За активное участие в научной работе ректорат БГУ наградил его двухтомником Эрнеста Хемингуэя, а в апреле 1961 года он был избран почётным членом студенческого научного общества Латвийского государственного университета им. П. Стучки.
В период своей учительской работы Иоффе 10 раз (9 в Минске и 1 в Москве) пытался поступить в аспирантуру в вузы, НИИ АН БССР и Министерства просвещения, но не проходил по конкурсу. Наконец в 1969 году он был зачислен в заочную аспирантуру Института истории АН БССР. Его научным руководителем стал доктор исторических наук З. Ю. Копысский. Как писал впоследствии сам Иоффе, Копысский оказал наибольшее влияние на его формирование как учёного.
В 1972 году Иоффе опубликовал статью в престижном московском научном журнале «Советское славяноведение» о научном наследии В. И. Пичеты.
В феврале 1975 года он защитил кандидатскую диссертацию на тему «Пичета В. И. как историк социально-экономического развития Беларуси (XV — первая половина XVII в.)» (науч. рук. — профессор 3. Ю. Копысский). На автореферат диссертации был прислан положительный отзыв от академика АН СССР, действительного члена Академии педагогических наук СССР Милицы Васильевны Нечкиной. В отзыве, в частности, говорилось:

Автор привлёк большой круг источников, подверг их тщательному изучению, выяснил эволюцию мировоззрения и методологии учёного. Достоинством работы является привлечение не только печатных, но и архивных материалов.

На защите были зачитаны положительные отзывы от учёных-славистов из Института славяноведения АН СССР и кафедры истории южных и западных славян МГУ, в том числе от доктора исторических наук профессора В. Д. Королюка.
Наиболее значительным научным трудом Иоффе советского периода стала монография «Из истории белорусской деревни (Советская историография социально-экономического развития белорусской деревни середины XVII — первой половины XIX в.)», изданная в 1990 году. В рецензии на эту работу была отмечена огромная источниковая база и включение в рассмотрение трудов не только белорусских, но и русских, украинских, литовских и польских историков. Особую значимость имели обращение к польской историографии и введение в оборот исследований ряда репрессированных советских историков. Отмечалось также, что автор акцентировал внимание не только на успехах и достижениях в освещении исторических проблем, но также выявлял недостатки, спорные и нерешённые вопросы. Л. Л. Смиловицкий отметил, что книга Иоффе лишена пустых политизированных призывов и ссылок на политику КПСС, однако в ней приводятся действительно важные политические решения, повлиявшие на развитие исторической науки в БССР. Ещё одна положительная рецензия была опубликована в бюллетене «Вести АН БССР». Монография входит в список исследований, рекомендуемых ВАК Республики Беларусь для аспирантов, готовящихся к сдаче экзаменов по истории.
В период с 1978 по 1991 год Иоффе опубликовал ряд научных статей о жизни и деятельности некоторых известных представителей белорусской науки и культуры, в частности, Якуба Коласа, С. М. Некрашевича и В. М. Игнатовского. Кроме этого, он стал соавтором книги «Академик В. И. Пичета. Страницы жизни».
В этот же период он занялся военно-историческими исследованиями, результатом которых стало множество статей о советских военачальниках, связанных с Беларусью, и книга «Советские военачальники на белорусской земле. Путеводитель по местам жизни и деятельности», опубликованная в 1988 году.

### Защита докторской диссертации
К осени 1991 года Иоффе подготовил докторскую диссертацию на тему «Советская историография социально-экономического развития белорусской деревни в середине XVII — первой половине XIX века».
Первым этапом в её защите стало совместное заседание кафедры истории Беларуси и социально-политических дисциплин и кафедры истории СССР 31 октября 1991 года. В дальнейшем диссертация обсуждалась в отделах специальных исторических исследований и истории Беларуси эпохи Средневековья Академии наук Республики Беларусь. Окончательное заключение было подписано заведующими этих отделов 4 января 1993 года.
Сама защита диссертации на соискание научной степени доктора исторических наук состоялась в апреле 1993 года в Совете Института истории Академии наук Республики Беларусь. Оппонентами Иоффе были доктор исторических наук, профессор Владимир Михнюк, доктор исторических наук Зиновий Копысский, доктор исторических наук, профессор Иосиф Юхо. Ведущим научным учреждением в процессе защиты диссертации была кафедра экономической истории БГЭУ. Высокая оценка диссертации оппонентами совпала с оценками рецензентов базовой монографии.
По мнению авторов книги «Э. Г. Иоффе. Портрет учёного и педагога», задержка второго этапа защиты была связана с противодействием ряда недоброжелателей в Институте истории, руководствовавшихся завистью и антисемитскими мотивами.

### Постсоветский период
После получения дополнительного образования в области политологии, социологии и еврейской истории Иоффе занялся исследованиями в области гебраистики.
С 1996 года он опубликовал ряд работ по истории белорусских евреев. Основными темами в этой области стали социально-экономические аспекты в истории белорусских евреев, деятельность еврейских организаций на территории Беларуси, массовые преследования и убийства евреев в годы нацистской оккупации и роль белорусских евреев и их потомков в истории других стран.
В своих работах Иоффе развенчал ряд мифов по истории белорусских евреев. Он опроверг расхожее мнение, что евреи пришли на белорусскую землю как чужаки в поисках выгоды, были богачами и угнетателями или занимались торговлей, избегая физического труда. Иоффе показал, что появление евреев на белорусской территории было инициативой тогдашних властей, которые приглашали из-за границы купцов, ремесленников и врачей, поскольку внутри страны крепостной строй ограничивал возможности подобной специализации. При этом большинство евреев жили в такой же бедности, как и их белорусские соседи. В частности, в 1765 году все литовские и белорусские евреи оказались неплатежеспособными, и задолженность быстро росла. Абсолютное большинство белорусских евреев к концу XIX века составляли ремесленники, в основном, сапожники или портные.
Также Иоффе опубликовал ряд научных работ в области истории сионистского движения в Беларуси. Роль белорусских евреев в сионизме была раскрыта на примерах деятельности Шмуэля Могилевера, Менахема Усышкина, организаций «Ха-шомер ха-цаир», «Тарбут» и других. Наиболее крупная работа в этой области — монография «Джойнт в Беларуси», написанная в соавторстве с Беньямином Мельцером. В этой книге впервые показана деятельность Джойнта в регионе и его вклад в поддержку белорусской науки и культуры с 1921 по 1930 годы. Иоффе установил, что деятельность организации носила интернациональный характер и не ограничивалась еврейским населением. В частности, помощь Джойнта получали Янка Купала, Якуб Колас, Владимир Пичета и множество других белорусских учёных и деятелей культуры.
Известность получили две работы Иоффе о выдающихся евреях, родившихся на территории Беларуси. Это монография «Белорусские евреи в Израиле» (2000) и книга «Нобелевские лауреаты с белорусскими корнями» (2008). В рецензиях отмечаются научные достоинства и востребованность данных работ.
Главная работа Иоффе по теме геноцида белорусских евреев в годы Второй мировой войны — монография «Белорусские евреи: трагедия и героизм. 1941—1945», опубликованная в 2003 году. В этой работе помимо общего комплексного подхода к теме учёный сделал ряд пионерских системных реконструкций отдельных вопросов, например, деятельности партизанской бригады Н. Н. Никитина, партизанского отряда им. Ворошилова, деятельности евреев в составе спецгрупп НКВД, а также выдвинул альтернативную версию убийства Вильгельма Кубе. Автор впервые глубоко отразил тему участия евреев в антифашистском подполье в белорусских городах.
Помимо еврейской тематики, Иоффе занялся также малоисследованными сюжетами периода Второй мировой войны. Результатом этой работы стала вышедшая в 2007 году книга «Абвер, полиция безопасности и СД, тайная полевая полиция, отдел „Иностранные армии — Восток“ в западных областях СССР. Стратегия и тактика. 1939—1945». В рецензии на книгу указывается, что она раскрывает ряд ранее неизвестных аспектов деятельности спецслужб нацистов на территории СССР, в частности, состав и особенности работы агентуры, приводит ряд никогда не публиковавшихся фактов с привлечением большого объёма архивной информации. В частности, автору удалось подсчитать количество жертв среди участников белорусского подполья, которое составило 37 500 человек, то есть примерно половину от общей численности. Тему Второй мировой войны дополнили книги «Высшее партизанское командование Белоруссии, 1941—1944» (2009) и «Когда и зачем Гитлер и другие высшие чины нацистской Германии приезжали в СССР?» (2010). В последней книге Иоффе доказывает, что решения о наступлении на Москву было принято Гитлером во время визита в Борисов летом 1941 года.
Отдельной темой исследований Иоффе стал анализ жизни и деятельности руководителей БССР. Итогом этой научной работы стала книга «От Мясникова до Малофеева. Кто руководил БССР», вышедшая в 2008 году. В рецензии на эту монографию доктор исторических наук, профессор Михаил Стрелец пишет, что её можно оценить как образец комплексного исследования персоналий в современной белорусистике. Иоффе открывает для массового читателя ряд неизвестных имён в руководстве БССР, вводит в научный оборот новые факты, закрывает пробелы и исправляет неточности более ранних изданий по данной тематике.

### Экспертная работа
Иоффе являлся членом трёх научных советов по защите диссертаций:
- Совет по защите докторских диссертаций при БГПУ им. Танка;
- Совет по защите докторских диссертаций при БГУ;
- Совет по защите диссертаций на соискание степени кандидата исторических наук[41] при Белорусском НИИ документоведения и архивного дела.

Он является также экспертом «Фонда фундаментальных исследований Республики Беларусь» и научным консультантом 6-томной «Энциклопедии истории Беларуси» и 18-томной «Белорусской энциклопедии».

### Преподавательская деятельность
В рамках работы профессором кафедры политологии и права БГПУ Эммануил Иоффе вёл масштабную преподавательскую работу. Он был одним из первых лекторов, перешедших на белорусский язык в преподавании политологии, разработал целый ряд новых лекций и спецкурсов. При этом он также принимал участие более чем в 300 республиканских и международных научных конференциях, писал и редактировал учебные пособия, руководил научной работой своих студентов. Студенты называют Иоффе «мастером дискуссии» за его методологию проведения семинаров.
С 1995 года Иоффе совмещал преподавание в БГПУ с работой в ряде других учебных заведений. В частности, с 1995 по 1998 годы он был проректором Еврейского народного университета, с 1999 по 2004 — профессором кафедр экономики, социальных наук и иудаики Международного гуманитарного института Белорусского государственного университета (БГУ), преподавал в Институте управления и предпринимательства и Коммерческом университете управления. В 2004—2006 годах был профессором кафедры культурологии факультета международных отношений БГУ.

### Важнейшие научные достижения
По мнению авторов книги «Э. Г. Иоффе. Портрет учёного и педагога», ключевые научные исследования Иоффе сделаны в области еврейской истории, малоисследованных и неисследованных аспектах Второй мировой войны и анализе жизни и деятельности ряда руководителей БССР. Он считается одним из ведущих в Беларуси специалистов по истории Холокоста.
Эммануил Иоффе является автором более 1550 публикаций. Из них 622 — научные работы общим объёмом более 960 печатных листов, в том числе 40 книг и брошюр. Научные работы Иоффе публиковались в Германии, США, Израиле, Польше и ряде других стран. Подготовил двух кандидатов исторических наук и одного магистра истории. Был официальным оппонентом при защите 22 диссертаций по истории, одной — по социологии и одной по политологии.

## Общественная деятельность
Эммануил Иоффе много лет занимался и продолжает заниматься общественной деятельностью, связанной с пропагандой исторических знаний.
В 1991 году он стал членом Белорусского союза журналистов. С тех пор во многих белорусских газетах и журналах публиковались сотни работ учёного. В 2005 и 2006 годах был лауреатом конкурсов этого союза. Он был одним из создателей Ассоциации политических наук и Белорусского общества политологов.
Кроме этого, Иоффе являлся в разное время академиком Международной академии изучения национальных меньшинств, членом Исследовательского совета консультантов Американского биографического института по присуждению звания «Человек года» (2001—2002), экспертом по национальным отношениям Белорусской секции Международного общества прав человека, членом правления республиканского исторического общества и фонда «Тростенец», членом редколлегии журнала «Вестник Брестского государственного технического университета», редакционного совета журналов «Беларуская мінуўшчына» и «Народная асвета».

## Награды
Награждён почётной грамотой ЦК ЛКСМ Казахстана, медалью «За воинскую доблесть. В ознаменование 100-летия В. И. Ленина», знаком «Отличник образования Республики Беларусь», почётными грамотами и грамотами Министерства высшего и среднего специального образования СССР, ректората МГПИ им. А. М. Горького и БГПУ им. М. Танка.

## Семья
Жена Эммануила Иоффе — Элеонора Исааковна Лившиц — родилась в 1945 году в Минске в семье преподавателей. Её отец был заведующим кафедрой иностранных языков в АН БССР, а мать — учительницей географии. Сама Элеонора окончила Минский радиотехнический институт и работала старшим инженером в Институте технической кибернетики АН БССР. В 2000-е годы она работала куратором в еврейской благотворительной организации «Хесед-Рахамим».
Старший брат Эммануила Григорьевича Саул окончил Ленинградский горный институт, много лет работал в области геологии, имеет награды. По состоянию на октябрь 2010 года живёт в Минске и работает директором «Музея дорожного хозяйства Республики Беларусь». Младший брат Наум окончил Минский индустриальный техникум, работал на заводе в Минске.
У Эммануила Иоффе две дочери — Жанна 1968 г. р. и Галина 1975 г. р. Обе окончили БГПУ им. Горького. Жанна после защиты кандидатской диссертации по биологии на 2009 год работала доцентом кафедры ботаники и основ сельского хозяйства БГПУ, замужем и имела трёх дочерей. Галина в 1997 году вышла замуж и уехала в США, где живёт в штате Нью-Джерси и занимается воспитанием троих детей. Всего на 2009 год у Эммануила Иоффе было шесть внуков.

## Основные публикации
- В. И. Пичета как историк социально-экономического развития Белоруссии в эпоху феодализма (XV—XVII вв.). Автореферат диссертации на соискание учёной степени кандидата исторических наук. — Минск, 1974, 21 с.
- Выхоўваць павагу да закона. — Минск, 1978, 120 с.
- Академик В. И. Пичета. Страницы жизни. — Минск, 1981 (в соавт. с Копысским, Грицкевичем, Чепко и др.).
- Березино. Историко-экономический очерк. — Минск, 1986, 80 с.
- Учебно-методическое пособие к курсу «Историография истории СССР». — Минск, 1986.
- Советские военачальники на белорусской земле. Путеводитель по местам жизни и деятельности. — Минск: Полымя, 1988. — 239 с. — ISBN 978-5-345-00006-9.
- Роль правового воспитания детей в условиях коренной перестройки социально-экономического развития советского общества. — Минск, 1989, 16 с. (в соавт. с Л. Р. Кравченко).
- Из истории белорусской деревни (Советская историография социально-экономического развития белорусской деревни середины XVII — первой половины XIX в.). — Минск, 1990, 248 с.
- Основы политологии. Учебно-методическое пособие. — Минск, 1991, 122 с. (в соавт.).
- Асновы паліталогіі. Вучэбны дапаможнік. Ч.1. — Минск, 1992, 125 с. (в соавт.).
- Палітычная сістэма Рэспублікі Беларусь. Вучэбны дапаможнік па спецкурсу. — Минск, 1995, 52 с. (в соавт.).
- Канцэпцыя нацыянальна-культурнага развіцця нацыянальных меншасцей Беларусі. — Минск, 1996, 35 с. (в соавт.).
- Страницы истории евреев Беларуси: Краткий научно-популярный очерк. — Минск: Арти-Фекс, 1996. — 294 с. — ISBN 978-985-6119-04-3.
- Асновы паліталогіі. Вучэбны дапаможнік. Ч. 3. — Минск, 1996, 142 с. (в соавт.
- Кароткі тлумачальны слоўнік палітычных тэрмінаў. — Минск, 1997, 53 с. (в соавт.);
- Евреи: По страницам истории / в соавт. с С. М. Асиновским. — Минск: Завигар, 1997. — 320 с.
- Паліталогія. Вучэбны дапаможнік у 2 частках. Ч.1. — Минск, 1997, 151 с. (в соавт.).
- Паліталогія. Вучэбны дапаможнік у 2 частках. Ч.2. — Минск, 1997, 155 с. (в соавт.).
- Прошлое и настоящее евреев Беларуси. Сборник статей. — М., 1998, 64 с.
- Мудрые еврейские сказки. — Минск, 1999, 272 с. (сост. совм. с Г. Л. Релесом).
- Джойнт в Беларуси. — Минск, 1999, 94 с. (в соавт. с Б. А. Мельцером);
- Социология. Учебно-методическое пособие. — Минск, 2000, 63 с.
- Социология молодёжи. Материалы к спецкурсу. — Минск, 2000, 31 с.
- Политическая культура и права молодёжи. Учебное пособие по спецкурсу. — Минск, 2000, 37 с.
- Иностранные евреи в Тростенецком лагере смерти. — Минск, 2000, 19 с.
- Лэхаим. Из еврейского фольклора. — Минск, 2000, 383 с. (сост. совм. с Г. Л. Релесом)
- Белорусские евреи в Израиле. Библиографический справочник. — Минск: Ковчег, 2000. — 208 с. — ISBN 978-985-6056-40-9..
- По достоверным источникам. Евреи в истории городов Беларуси. — Минск: Четыре четверти, 2001. — 352 с.
- История евреев Беларуси. Программа спецкурса. — Минск, 2002, 24 с.;
- Холокост в Беларуси. Документы и материалы / сост., в соавт. с Г. Кнатько и В. Селеменовым. — Минск: НАРБ, 2002. — 276 с. — 1000 экз. — ISBN 978-985-6372-24-0.
- Социология. Учебное пособие для студентов педагогических и гуманитарных специальностей высших учебных заведений. — Минск, 2002, 322 с. (в соавт.).
- Социология. Практикум. — Минск, 2000, 66 с. (автор-сост. совм. с В. А. Зенченко и Л. М. Ракитской).
- История Беларуси XVIII-XX вв. Учебно-методическое пособие. — Минск: БГУ, 2003. — 80 с. — 100 экз. — ISBN 978-985-445-828-1.
- Белорусские евреи: трагедия и героизм: 1941—1945. — Минск, 2003. — 428 с. — 100 экз.
- Социальный статус студенческой молодёжи Беларуси в условиях трансформируемого общества. Учебно-методическое пособие — Минск, 2006, 31 с. (в соавт. с Г. И. Степановым).
- Абвер, полиция безопасности и СД, тайная полевая полиция, отдел «Иностранные армии — Восток» в западных областях СССР. Стратегия и тактика. 1939—1945. — М.: АСТ, 2007. — 384 с. — 3000 экз. — ISBN 978-985-16-3241-7.
- От Мясникова до Малофеева. Кто руководил БССР. — Минск: Беларусь, 2008. — 287 с. — 2000 экз. — ISBN 978-985-01-0803-6.
- Нобелевские лауреаты с белорусскими корнями / в соавт. с Ж. Э. Мазец. — Минск: Беларусь, 2008. — 159 с. — 2000 экз. — ISBN 978-985-01-0755-8.
- Высшее партизанское командование Белоруссии, 1941—1944: справочник / в соавт. — Минск: Харвест, 2009. — 270 с. — ISBN 978-985-01-0836-4.
- Когда и зачем Гитлер и другие высшие чины нацистской Германии приезжали в СССР? — Минск: Харвест, 2010. — 511 с. — 3000 экз. — ISBN 978-985-16-8262-7.